# Святі ворота Почаївської лаври
Святі ворота Почаївської лаври — вхідний надбрамний корпус Почаївської лаври.

## Історія
У 1835 році за проектом архітектора Михайловського, замість старих воріт, розпочалося спорудження парадної вхідної брами (нинішніх Святих воріт) з кількома допоміжними приміщеннями. При цьому всі мулярські та столярні роботи виконав селянин Власій Позняков. За новим проектом історично встановлений під'їзд до монастиря зберіг свій напрямок.

## Архітектура. Інтер'єр
Святі ворота (Надбрамний корпус) являє собою двоповерхову цегляну будівлю в стилі пізнього класицизму. Головний зовнішній фасад у вигляді чотириколонного портика доричного ордера, якого підтримує фронтон зі священним висловом, зустрічає зображеннями святих над кованими воротами. На архітектуру воріт значний вплив справили лаврський статус монастиря і тенденції конфесійної приналежності. Надбрамний корпус нагадує великий кіот із хрестом. Над воротами розміщується велика, написана на стіні ікона Божої Матері у вогняному стовпі. А на другому поверсі Святих воріт була збудована церква Різдва Пресвятої Діви Марії. Із урахуванням ландшафтної диспозиції Святі ворота спорудили на одній із найнижчих точок монастирської території. Східний фасад брами, звернений до похилого спуску в напрямку містечка, прикрасив чотириколонний портик на всю висоту двоповерхової будівлі. Західний фасад надбрамного корпусу з боку монастирського подвір'я отримав аналогічну ордерну композицію, але тут вона вже суто площинна. У ній замість об'ємних колон використано плоскі пілястри, що робить цей бік брами стриманішим і через це більш нейтральним щодо архітектурного середовища. Святі ворота є єдиною лаврською спорудою, побудованою в суто класичному стилі, тому вона до певної міри вирізняється із загального архітектурного контексту.